# エルナン・ロドリゴ・ロペス
エルナン・ロドリゴ・ロペス・モーラ（Hernán Rodrigo López Mora, 1978年1月21日 - ）は、ウルグアイ・モンテビデオ出身の元同国代表サッカー選手、サッカー指導者。現役時代のポジションはフォワード。

## 経歴

### クラブ
1996年にCAリーベル・プレートからデビューした。1998年にはギリシャのAOカヴァラやイタリアのトリノFCに短期間在籍し、2000年にチリのCSDコロコロに移籍。2001年にウルグアイに戻ってダヌービオFCでプレーし、2002年にラシン・クラブ・デ・モンテビデオに移籍した。2002年にはパラグアイのオリンピア・アスンシオンに移籍し、同年にはコパ・リベルタドーレスで優勝を、2003年にはレコパ・スダメリカーナで優勝を果たした。2004年にはメキシコのCFパチューカに移籍したが、わずか数試合しか出場しないうちにパラグアイに戻り、クラブ・リベルタに移籍した。リベルタでは71試合に出場して39得点を挙げ、2006年には自身が得点王に輝くとともにチームはプリメーラ・ディビシオン優勝を果たした。
2008年にメキシコのクラブ・アメリカに移籍し、アルゼンチンのフェデリコ・インスア、サルバドール・カバニャスなど様々な国籍の南米出身選手とともにプレーした。アメリカでは成功を収め、アペルトゥーラ2007ではエストゥディアンテス・テコス戦でハットトリックを達成した。2008年にはインテルリーガで優勝を果たした。2008年にはアルゼンチンのCAベレス・サルスフィエルドに移籍。移籍当初はチームになじめなかったが、すぐにかつての状態を取り戻してクラウスーラ2009では11得点を挙げた。2010年6月、約75万ドルの移籍金でアルゼンチンのエストゥディアンテス・デ・ラ・プラタに移籍した。移籍初年度には重要な得点をいくつも挙げ、アペルトゥーラ2010優勝に貢献した。2011年のコパ・リベルタドーレス、クラブ・グアラニー戦 (5-1) ではすべてヘディングシュートでエストゥディアンテス加入後初のハットトリックを達成した。グアラニー戦の次の試合はリーグ首位を走るラシン・クルブ戦であったが、この試合でも決勝点を挙げた。2011年7月、CAバンフィエルドと2年契約を結んだ。

### 代表
1996年、中国との親善試合でウルグアイA代表デビューを果たした。1997年にはU-20ウルグアイ代表としてFIFAワールドユース選手権に出場した。決勝のU-20アルゼンチン戦にも出場したが、この試合に敗れて準優勝となった。それからは代表から遠ざかっていたが、13年の歳月を経た2009年、オスカル・タバレス監督からアルジェリア戦（親善試合）とペルー戦・コロンビア戦（2010 FIFAワールドカップ・南米予選）のために招集された。ウルグアイは南米予選5位で大陸間プレーオフに回ったが、そのプレーオフのコスタリカ（北中米カリブ海地区代表）戦にも招集された。2010 FIFAワールドカップ本大会の出場メンバーからは漏れた。2010年7月27日、ポルトガルのリスボンで行われたアンゴラとの親善試合で代表2キャップ目を刻んだ。

## タイトル

### クラブ
オリンピア
- コパ・リベルタドーレス : 2002
- レコパ・スダメリカーナ : 2003

リベルタ
- プリメーラ・ディビシオン : 2006, 2014A

アメリカ
- インテルリーガ : 2008

ベレス・サルスフィエルド
- プリメーラ・ディビシオン : 2008-09C

エストゥディアンテス
プリメーラ・ディビシオン : 2010-11A

### 個人
- リーガ・パラグアージャ得点王 : 2006 (27得点), 2013C (17得点), 2014A (19得点)